# Nezinho dos Santos
Wellington Reginaldo dos Santos, connu sous le nom de Nezinho, né le 21 janvier 1981 à Araraquara, au Brésil, est un joueur brésilien de basket-ball. Il évolue au poste de meneur.

## Palmarès
- Champion des Amériques 2005